# Quilombo Capão do Negro Cristo Rei
O Quilombo Capão do Negro Cristo Rei está localizado na cidade de Várzea Grande em Mato Grosso. 

## História
A cidade de Várzea Grande tem como limite os municípios de Cuiabá, Santo Antônio de Leverger, Nossa Senhora do Livramento  e Acorizal.  O bairro Cristo Rei, fica localizado na região leste de Várzea Grande. A atual Cohab-MT era anteriormente intitulada de Colônia da União ou Capão do Negro. Em 1948 deu-se a emancipação do município de Várzea Grande o então prefeito Júlio Domingos de Campos doou 700 hectares de terras pertencentes ao capão do Negro para a Infraero para a construção do aeroporto de Várzea Grande.  Os negros pertencentes aquele local, foram retirados e transferidos para a região do Cristo Rei em um loteamento intitulado de "Roção".  
Em 1958 foram doadas pela administração do município de Várzea Grande, cerca de 200 hectares do capão do Negro para a construção do Seminário Cristo Rei. As desapropriações para a realização de construções de obras, deixou muitos moradores da área do Capão do Negro prejudicados. Os moradores foram realocados para outras áreas da cidade, sendo assim retirados dos locais onde viviam. 
Os afrodescendentes da comunidade do Capão do Negro tinham como sustento a agricultura, caça e pesca. Dos alimentos cultivados, tinha-se o milho, mandioca, cana-de-açúcar, banana e ervas medicinais. Outras funções desempenhadas até as primeiras décadas do século XX foram, marceneiro, pescador, verdureiro, leiteiro e carregadores e as mulheres trabalhavam como cozinheiras e lavadeiras em moradias de famílias mais abastadas.
Com a intensificação da modernização da cidade na segunda metade do século XX, os costumes também foram sofrendo alterações. O bairro do Cristo Rei é vestígio do antigo Quilombo do Capão do Negro, que foi desaparecendo com o avanço das construções da cidade. As áreas que faziam parte do Quilombo são,  o Seminário Cristo Rei, o Centro Universitário de Várzea Grande , o Aeroporto Internacional de Cuiabá e o Várzea Grande Shopping. 

## Tombamento
Conforme estabelece a Constituição Federal de 1988, fica Tombado os locais remanescentes de Quilombo, sendo constituído como patrimônio cultural brasileiro. Em 03 de agosto de 2009, o Quilombo Capão do Negro Cristo Rei foi reconhecido pela Fundação Palmares como Quilombo. 